# Baker Street
Pour les articles homonymes, voir Baker Street (homonymie).
Baker Street est une rue de la cité de Westminster, dans le centre de Londres.
Elle est connue mondialement du fait que l'écrivain britannique Sir Arthur Conan Doyle a fait résider ses héros de fiction Sherlock Holmes et le Docteur Watson chez Mrs Hudson, au premier étage du 221B Baker Street.

## Situation et accès
Ce site est desservi par les lignes  Bakerloo  Circle  Hammersmith & City à la station Baker Street.

## Origine du nom
La rue porte le nom de William Baker qui l'a fait percer au XVIIIe siècle et y a construit.

## Historique
À l'origine c'est une rue résidentielle habitée par la haute société, qui est devenue une rue principalement commerciale. La rue ne possédait pas alors de côté pair ni de côté impair, la Grande-Bretagne n'ayant adopté qu'au début du XXe siècle cette innovation inventée et imposée au continent européen par Napoléon. Les aventures de Sherlock Holmes commençant au XIXe siècle, cela laisse toute latitude de placer la vraie maison de Sherlock Holmes à peu près où l'on veut. La nouvelle La maison vide donne cependant une description du mur lui faisant face qui élimine a priori l'une d'elles.
Pendant la Seconde Guerre mondiale, plusieurs immeubles de la rue (numéros 62, 64, 83, 84) abritèrent les locaux du quartier général et de certaines sections (notamment la section F) du service secret britannique Special Operations Executive. Les agents du SOE étaient surnommés les « Irréguliers de Baker Street » en référence aux auxiliaires secrets de Sherlock Holmes.
Un cambriolage retentissant eut lieu, en 1971, dans une agence bancaire de la Lloyds située dans cette rue. Cet événement inspira le film anglais Braquage à l'anglaise, sorti en 2008.

## Bâtiments remarquables et lieux de mémoire
L'écrivain britannique Sir Arthur Conan Doyle a fait résider dans cette rue ses héros de fiction Sherlock Holmes et le Docteur Watson chez Mrs Hudson, au premier étage du 221B Baker Street. En réalité, ce numéro n'existant pas, deux maisons en ont profité pour se présenter aux touristes comme la "Véritable maison de Sherlock Holmes".
Baker Street est la rue de résidence londonienne du détective Harry Dickson et de son disciple Tom Wills, héros du romancier Jean Ray. Elle est notamment citée au chapitre 6 de son roman policier « L'homme au masque d'argent ».
Le préfixe du nom de la ligne de métro Bakerloo est dérivé de Baker Street et la station de métro éponyme.
Dans le dessin-animé sorti en 1986, Basil, détective privé de Walt Disney, le héros, Basil habite lui aussi Baker Street, sans doute pour faire un clin d’œil à Sherlock Holmes

En 2012, la marque automobile MINI sortit une édition limitée "Mini Baker street"1
1. ↑  « Mini > Mini baker street », sur La revue automobile, 20 janvier 2012 (consulté le 30 juin 2022)

Dans la série télévisée Docteur House, Gregory House est domicilié au 221B Baker Street, une rue fictive dans la ville américaine de Princeton dans le New Jersey.

### Autre lieu portant le nom deBaker Street
- Une rue historique de Nelson, en Colombie britannique.
- Une rue de San Francisco, en Californie

### Œuvres portant le nom de Baker Street
Le nom de Baker Street a été donné à :
- Baker Street, chanson de Gerry Rafferty de 1977, ayant fait l'objet de nombreuses reprises, notamment en 2009 par le DJ allemand Michael Mind ;
- un album, compilation des meilleures chansons de Gerry Rafferty, sorti en 1999 ;
- une chanson de Jethro Tull, Baker St. Muse ;
- une comédie musicale de 1965 basée sur le personnage de Sherlock Holmes ;
- le film anglais Baker
- deux bandes dessinées :
  - l'une, anglaise, de Gary Reed et Guy Davis, place Sherlock Holmes dans une Angleterre victorienne du XXe siècle. Voir (en) (en),
  - l'autre, française, de Pierre Veys et Nicolas Barral, est une parodie de Sherlock Holmes. Voir Baker Street ;
- une émission de radio, Baker Street Radio Show, du nom de son concepteur et producteur.
- O Xangô de Baker Street, 1995 Édition Schwarcz Ltda, roman brésilien écrit par Jô Soares. Il raconte le voyage de Sherlock Holmes au Brésil, ou il tentera de resoudre une série de crimes.